# Microcorys
Microcorys là một chi thực vật có hoa trong họ Hoa môi (Lamiaceae).

## Loài
Chi Microcorys gồm các loài: